# 紅冠亞馬遜鸚鵡
紅冠亞馬遜鸚鵡（Amazona viridigenalis），又名紅冠亞馬遜鸚哥、綠頰亞馬遜鸚鵡或墨西哥紅頭亞馬遜鸚鵡，是墨西哥特有的一種瀕危鸚鵡。現時野外種數量只有1000-2000隻，且正在下降。牠們主要的威脅有非法捕獵及失去棲息地。

## 特徵

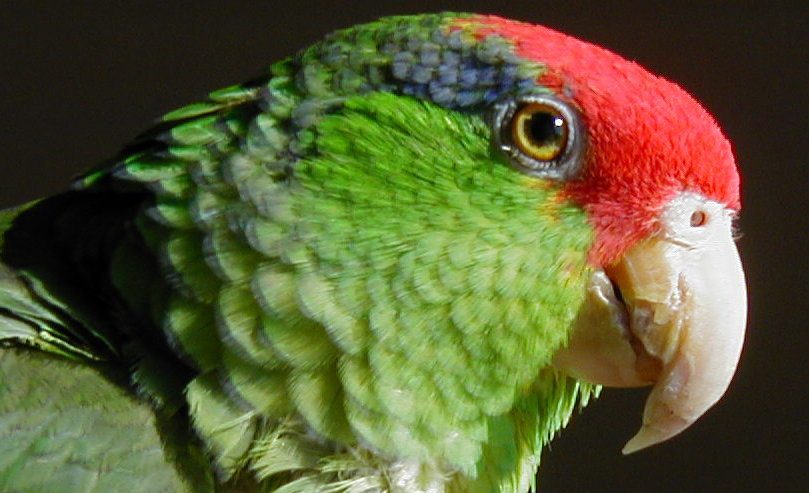
紅冠亞馬遜鸚鵡的頭部特寫。

紅冠亞馬遜鸚鵡一般呈綠色，前額及冠都是紅色的，眼睛後有深藍色的斑紋，兩頰淺綠色。

## 分佈地
紅冠亞馬遜鸚鵡分佈在墨西哥東北部的低地。野生種被引入到美國加利福尼亞州南部及科羅拉多州南部。在德克薩斯州瑞欧格兰山谷的群落有可能是野生種或是來自墨西哥的流浪者。

## 行為
紅冠亞馬遜鸚鵡成群生活，在早上或晚上最為嘈吵，尤其當牠們到達一個新的覓食地方時。牠們主要吃種子、果實、花朵及花蜜。牠們會在樹穴中築巢。

## 飼養
紅冠亞馬遜鸚鵡作為寵物很會打趣，但若只有牠們時要留下玩具讓牠們玩耍。有一些是說話的能手，但最強卻是模仿聲音。

## 外部連結
- BirdLife Species Factsheet （页面存档备份，存于）
- Red-crowned Parrots in Florida
- Red-crowned Parrot in Texas （页面存档备份，存于）
- Florida Breeding bird Atlas: Red-crowned Parrot （页面存档备份，存于）
- Red-crowned Parrot in California[]